# Passewaaij
Passewaaij is deels nog een buurtgemeenschap, maar is daarnaast een grootschalig nieuwbouwproject aan de zuidwestkant van de gemeente Tiel, in de provincie Gelderland. In het kader van de Vierde Nota Ruimtelijke Ordening Extra (1993) is de gemeente Tiel begonnen met de aankoop van enkele grondpercelen en de bouw van enige buurten in de voormalige buurtschap Passewaaij.

## Betekenis van de naam
De naam Passewaaij zou vrij vertaald plaats bij de dijkdoorbraak betekenen. Het woord 'pas' heeft in het Middelnederlands de betekenis van 'weg, gang of loop naar een bepaalde plaats'. Een 'waai' is in het Middelnederlands poel of kolk, maar hier is het een rest van een dijkdoorbraak, ook wel wiel genaamd. Een andere verklaring kan zijn dat er een dijkdoorbraak heeft plaatsgehad op Pasen van het jaar 1374.

## Buurtschap Passewaaij
Voor de ontwikkeling van de Vinex-wijk was Passewaaij een opzichzelfstaande, landelijk gelegen buurtschap, die tot 1 juli 1956 onder de gemeente Wadenoijen viel. Het open gebied langs de Passewaayse Hogeweg duidt hierop; binnen de wijk herinneren een aantal vrijstaande huizen en buurthuis "Het Eksternest" aan die tijd.

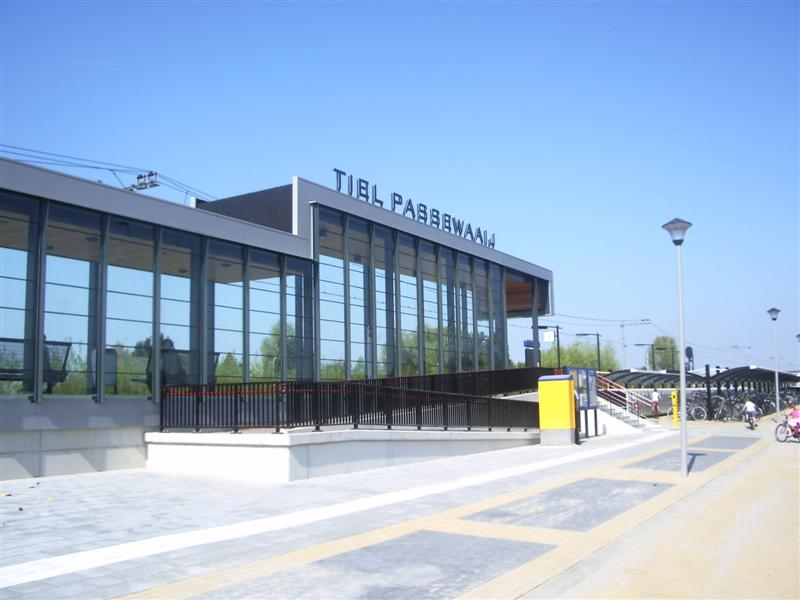
Station Tiel Passewaaij

## Voorzieningen
De buurten van de wijk bestaat zijn per auto via een rondweg te bereiken. De buurten zijn onderling verbonden door een fietspad, het Ontariopad. In de wijk zijn diverse stedelijke voorzieningen ondergebracht, zoals een winkelcentrum en een treinstation aan de spoorlijn Geldermalsen-Tiel.
In het winkelcentrum zijn naast een supermarkt onder meer een slager, snackbar, drogisterij, boekhandel, plantenzaak en een filiaal van een landelijke keten met huishoudelijke artikelen en speelgoed. Nabij het winkelcentrum bevinden zich diverse basisscholen, een huisartsenpraktijk, apotheek en fysiotherapiepraktijk. Mogelijk verhuizen de zorgvoorzieningen naar een nog te bouwen pand in buurt 7.

## Buurt 7
De bouw van buurt 6 was in 2007 afgerond. In buurt 7 zullen 580 woningen en onder andere een bibliotheek, een school (de Bataaf) en een hangplek voor jongeren komen. De Bataaf is op dit moment gevestigd aan het Hooibeestje 3. De bibliotheek en andere voorzieningen, zoals een tandarts, fitnessclub, huisartsenpraktijk en apotheek zullen gevestigd worden in een nog te bouwen pand. De straten zijn vernoemd naar vlinders, waarbij de Aardbeivlinder een soort binnenring zal vormen.
In 2010 zijn de eerste woningen in buurt 7 gebouwd. De eerste circa 290 woningen hebben geen gasaansluiting, maar zijn aangesloten op wijkverwarming. Warmte wordt door middel van een warmtepomp uit grondwater gewonnen. Deze warmte wordt met vloerverwarmingsinstallaties de woningen ingebracht. Deze woningen zijn voorzien van een warmtepomp met boiler voor het benodigde warme water. De warmtepomp onttrekt warmte aan de woning om het water in de boiler te verwarmen. Enkele woningen zijn voorzien van een aansluiting op glasvezelkabel. Via deze kabel kan internet, (digitale) tv en telefonie worden afgenomen van verschillende aanbieders. De meeste woningen zijn echter nog aangewezen op de telefoonlijn voor internet.

## Buurt 9, 10 en 11
De buurten 9, 10 en 11 worden gerealiseerd in zuidelijke richting van Passewaaij. Hier komen 1500 woningen.

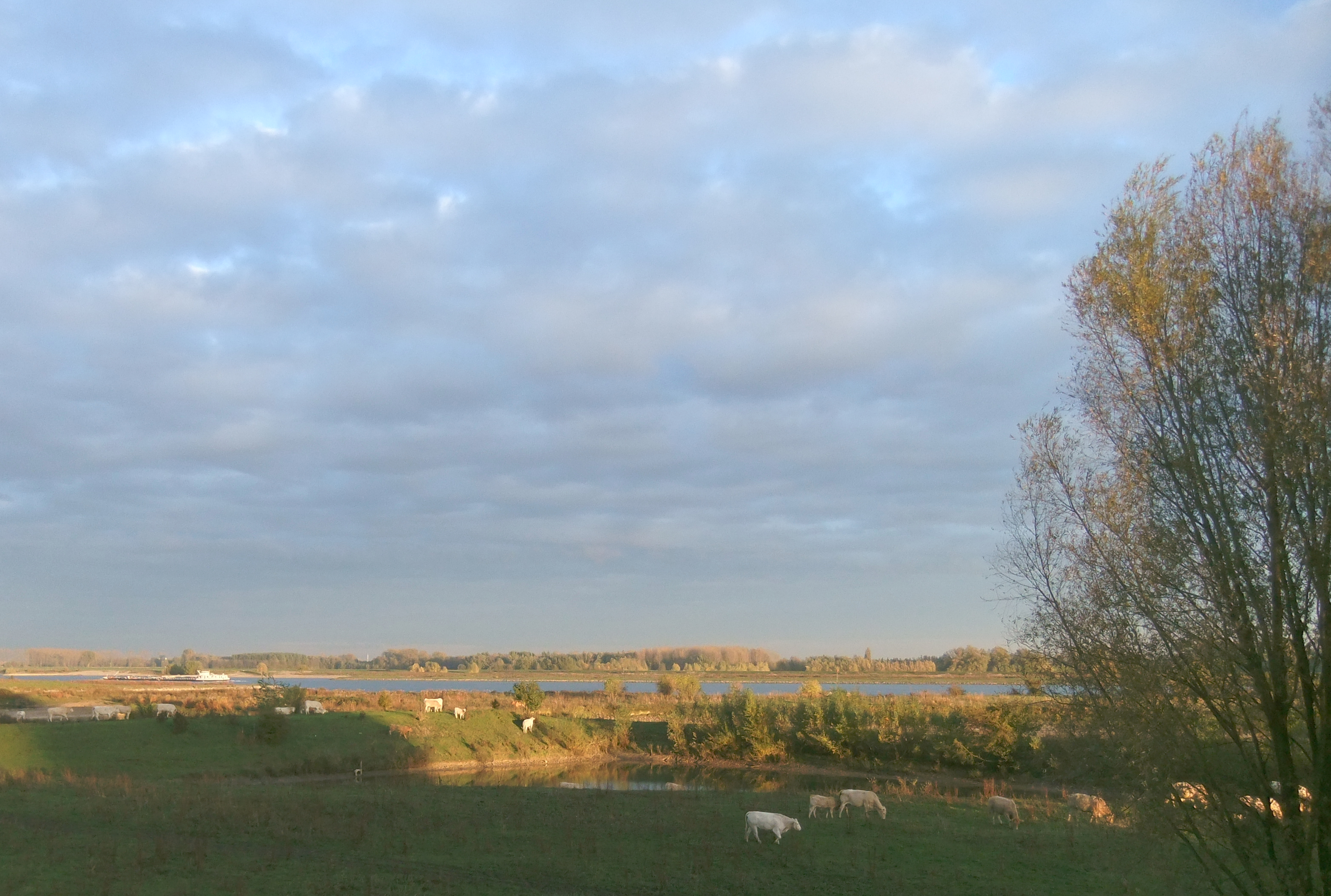
Wetland Passewaaij

## Wetland Passewaaij
De wijk grenst aan het natuurontwikkelingsgebied Wetland Passewaaij. Dit gebied is deel van de uiterwaarden van de Waal, en in 1996 ontstaan door de koppeling van dijkverbetering en natuurontwikkeling.
Stad: Tiel

Dorpen: Drumpt · Kapel-Avezaath (deels) · Kerk-Avezaath (deels) · Wadenoijen

Buurtschappen: Bergakker · Medel · Passewaaij · Zennewijnen (deels)

Gelderland: Steden en dorpen in Gelderland      Nederland: Provincies · Gemeenten